# Championnat de France de combiné nordique
Cette page recense les podiums des championnats de France de combiné nordique. Contrairement aux autres nations, la France n'organise qu'un championnat national en hiver.

## Historique
De 1907 à 1941, il existait un unique titre de Champion de France de ski, qui combinait des épreuves de saut à skis et de ski de fond, auxquelles des épreuves de slalom et de descente furent rajoutées à partir de 1933. Initialent organisé par le Club Alpin Français, ce championnat fût repris en 1924 par Fédération française de ski (FFS).
En 1942 la FFS décida de rompre avec cette formule pour créer des championnats par disciplines (ski alpin et ski nordique). L'épreuve de combiné nordique est créé en 1945 et intégré au championnat de ski nordique.
En 2019, le premier championnat de France féminin est organisé. Le concours est remporté par Emma Tréand. Cette dernière signe ensuite deux deuxièmes places en 2020 et 2021 et elle prend sa retraite sportive à dix-sept ans.

## Le combiné nordique en France

### Nombre de pratiquants
En 2010, la Fédération française de ski comptait 400 licenciés répartis dans cinq comités (Savoie, Mont-Blanc, Jura, Vosges et Dauphiné).
Le nombre de participants aux championnats de France est faible (environ une quarantaine d'athlètes). Cette faible base de pratiquants ne permet pas d'avoir une base solide de pratiquants de haut niveau.

### Le haut niveau
En 1987, Jacques Gaillard décide de « monter une équipe » de combiné dans l'optique des Jeux olympiques de 1992. Alors qu'il n'y a plus d'équipe de combiné française depuis sept ans, il crée un groupe de quelques athlètes autour de Fabrice Guy et de Sylvain Guillaume. En quelques années, ils arrivent au plus haut niveau et ils remportent les deux premières places dans la course individuelle olympique. Après la retraite de Fabrice Guy, le combiné français fait fasse à un trou générationnel. Dans les années 2000-2010, Jason Lamy-Chappuis arrive en équipe de France et la France revient au plus haut niveau. Après sa retraite à la fin des années 2010, la France fait fasse à une nouvelle baisse des résultats.
Les athlètes membres de l'équipe de France s'entraînent au Centre National de Ski Nordique et de Moyenne Montagne de Prémanon.

## Palmarès
Le Championnat de France de ski existe depuis 1907. Il départageait alors les coureurs sur leurs résultats combinés de saut et de fond : il s'agissait donc de combiné. Néanmoins, ils recevaient le titre de Champion de France de ski et non de Champion de France de combiné. Celui-ci ne fut décerné qu'à partir de 1945. Le tableau ci-dessous n'en reprend donc les Champions qu'à compter de cette année.

### Compétition masculine
| Année | Lieu                 | Format          | Premier             | Deuxième            | Troisième           |
| ----- | -------------------- | --------------- | ------------------- | ------------------- | ------------------- |
| 1945  |                      |                 |                     |                     |                     |
| 1946  |                      |                 |                     |                     |                     |
| 1947  |                      |                 |                     |                     |                     |
| 1948  |                      |                 |                     |                     |                     |
| 1949  |                      |                 |                     |                     |                     |
| 1950  |                      |                 |                     |                     |                     |
| 1951  |                      |                 |                     |                     |                     |
| 1952  |                      |                 |                     |                     |                     |
| 1953  |                      |                 |                     |                     |                     |
| 1954  |                      |                 |                     |                     |                     |
| 1955  |                      |                 |                     |                     |                     |
| 1956  |                      |                 |                     |                     |                     |
| 1957  |                      |                 |                     |                     |                     |
| 1958  |                      |                 |                     |                     |                     |
| 1959  |                      |                 |                     |                     |                     |
| 1960  |                      |                 |                     |                     |                     |
| 1961  |                      |                 |                     |                     |                     |
| 1962  |                      |                 |                     |                     |                     |
| 1963  |                      |                 |                     |                     |                     |
| 1964  |                      |                 |                     |                     |                     |
| 1965  |                      |                 |                     |                     |                     |
| 1966  |                      |                 |                     |                     |                     |
| 1967  |                      |                 |                     |                     |                     |
| 1968  |                      |                 |                     |                     |                     |
| 1969  |                      |                 |                     |                     |                     |
| 1970  |                      |                 |                     |                     |                     |
| 1971  |                      |                 |                     |                     |                     |
| 1972  |                      |                 |                     |                     |                     |
| 1973  |                      |                 |                     |                     |                     |
| 1974  |                      |                 |                     |                     |                     |
| 1975  |                      |                 |                     |                     |                     |
| 1976  |                      |                 |                     |                     |                     |
| 1977  |                      |                 | Jacques Gaillard    |                     |                     |
| 1978  |                      |                 | James Yerli         |                     |                     |
| 1979  |                      |                 | Éric Lazzaroni      |                     |                     |
| 1980  |                      |                 | Éric Lazzaroni      |                     |                     |
| 1981  |                      |                 | Éric Lazzaroni      |                     |                     |
| 1982  |                      |                 | Éric Lazzaroni      |                     |                     |
| 1983  |                      |                 | Robert Lazzaroni    |                     |                     |
| 1984  |                      |                 | Éric Lazzaroni      | Robert Lazzaroni    |                     |
| 1985  |                      |                 | Gilles Ziglioli     |                     |                     |
| 1986  |                      |                 | Fabrice Guy         |                     |                     |
| 1987  |                      |                 | Fabrice Guy         |                     |                     |
| 1988  |                      |                 | Sylvain Guillaume   |                     |                     |
| 1989  |                      |                 | Fabrice Guy         |                     |                     |
| 1990  | épreuve annulée      | épreuve annulée | épreuve annulée     | épreuve annulée     | épreuve annulée     |
| 1991  |                      |                 | Francis Repellin    |                     |                     |
| 1992  |                      |                 | Fabrice Guy         |                     |                     |
| 1993  |                      |                 | Fabrice Guy         |                     |                     |
| 1994  |                      |                 | Sylvain Guillaume   |                     |                     |
| 1995  |                      |                 | Fabrice Guy         |                     |                     |
| 1996  | Chaux-Neuve          | K 90            | Sylvain Guillaume   | Fabrice Guy         | Jean-Marc Mougel    |
| 1997  | Chaux-Neuve          | K 90            | Fabrice Guy         | Sylvain Guillaume   | Étienne Gouy        |
| 1998  | Autrans              | K 90 / 10 km    | Fabrice Guy         | Nicolas Bal         | Ludovic Roux        |
| 1999  | Chaux-Neuve          | K 90 /          | Sylvain Guillaume   | Nicolas Bal         | Rémy Trachsel       |
| 2000  | Courchevel           |                 | Ludovic Roux        | Baptiste Rousset    | Nicolas Bal         |
| 2001  | Courchevel           |                 | Sylvain Guillaume   | Frédéric Baud       | Sébastien Lacroix   |
| 2002  | Prémanon             | K 76            | Sébastien Lacroix   | Kevin Arnould       | Nicolas Bal         |
| 2003  | Autrans              | K 90            | Nicolas Bal         | Mathieu Martinez    | Kevin Arnould       |
| 2004  | Chamonix             | K 95            | Kevin Arnould       | Ludovic Roux        | Jason Lamy-Chappuis |
| 2005  | Chaux-Neuve          | K 90            | Mathieu Martinez    | Nicolas Bal         | François Braud      |
| 2006  | Courchevel           |                 | Jason Lamy-Chappuis | François Braud      | Ludovic Roux        |
| 2007  | Chamonix             | K 95            | Jason Lamy-Chappuis | Mathieu Martinez    | Maxime Laheurte     |
| 2008  | Courchevel           |                 | Jason Lamy-Chappuis | François Braud      | Jonathan Felisaz    |
| 2009  | Chaux-Neuve          | K 90 /          | Jason Lamy-Chappuis | François Braud      | Maxime Laheurte     |
| 2010  | Prémanon             | K 76 /          | Sébastien Lacroix   | Florian Pinel       | François Braud      |
| 2011  | Chaux-Neuve          | K 106 /         | Jason Lamy-Chappuis | Maxime Laheurte     | Sébastien Lacroix   |
| 2012  | Courchevel           | K 90/ 10 km     | Jason Lamy-Chappuis | Geoffrey Lafarge    | Sébastien Lacroix   |
| 2013  | Chaux-Neuve          | K 106 / 10 km   | Jason Lamy-Chappuis | François Braud      | Maxime Laheurte     |
| 2014  | Prémanon             | K 76 / 10 km    | Sébastien Lacroix   | Hugo Buffard        | Samuel Guy          |
| 2015  | Chaux-Neuve          | K 106 / 10 km   | Jason Lamy-Chappuis | François Braud      | Maxime Laheurte     |
| 2016  | Courchevel           |                 | François Braud      | Geoffrey Lafarge    | Antoine Gérard      |
| 2017  | Chaux-Neuve          |                 | Maxime Laheurte     | Antoine Gérard      | Laurent Muhlethaler |
| 2018  | Prémanon             |                 | Jason Lamy-Chappuis | Antoine Gérard      | Maxime Laheurte     |
| 2019  | Chaux-Neuve          | K 106 / 10 km   | François Braud      | Laurent Muhlethaler | Antoine Gérard      |
| 2020  | Gérardmer            | HS 72 / 10 km   | Antoine Gérard      | Gaël Blondeau (de)  | Maël Tyrode         |
| 2021  | Courchevel / Méribel | HS 96 / 10 km   | Laurent Muhlethaler | Mattéo Baud         | Antoine Gérard      |
| 2022  | Prémanon             | HS 90 / 10 km   | Mattéo Baud         | Laurent Muhlethaler | Antoine Gérard      |
| 2023  | Chaux Neuve          | HS 118 / 10 km  | Mattéo Baud         | Gaël Blondeau (de)  | Maël Tyrode         |

### Compétition féminine
| Année | Lieu                    | Format        | Premier      | Deuxième      | Troisième           |
| ----- | ----------------------- | ------------- | ------------ | ------------- | ------------------- |
| 2019  | Prémanon / Bois d'Amont |               | Emma Tréand  | Léna Brocard  | Louise Guyot        |
| 2020  | Gérardmer               | HS 72 / 5 km  | Léna Brocard | Emma Rougeron | Zoé Haton           |
| 2021  | Courchevel / Méribel    | HS 96 / 5 km  | Léna Brocard | Emma Tréand   | Oriane Didier       |
| 2022  | Prémanon                | HS 90 / 5 km  | Léna Brocard | Oriane Didier | Marion Droz Vincent |
| 2023  | Chaux Neuve             | HS 118 / 5 km | Léna Brocard | Romane Baud   | Justine Mengin      |